# Mary Pat Gleason
Mary Patrick Gleason, detta Pat (Lake City, 23 febbraio 1950 – Los Angeles, 2 giugno 2020) è stata un'attrice e sceneggiatrice statunitense.

## Biografia
Mary Pat Gleason nacque a Lake City, figlia di Mary Elizabeth Kane ed Harold Clifford Gleason. Durante le superiori fece il suo debutto sulle scene con il musical Once Upon a Mattress al Theater St. Paul, per il quale ottenne recensioni molto positive.
Dagli anni ottanta iniziò a recitare regolarmente in televisione, apparendo in dozzine di serie TV di grande popolarità, tra cui Sex and the City, Will & Grace, Desperate Housewives, La signora in giallo e Mom. Attiva anche in campo cinematografico, la Gleason recitò in oltre trenta film, tra cui Basic Instinct, A Cinderella Story e Sierrra Burgess è una sfigata. In quanto membro del team di sceneggiatori della soap opera Sentieri - dove tra l'altro interpretò un personaggio - la Gleason vinse un Daytime Emmy Award nel 1986.
Mary Pat Gleason è morta nel 2020 all'età di settant'anni, dopo una lunga battaglia contro il cancro.

## Filmografia parziale

### Attrice

#### Cinema
- In campeggio a Beverly Hills (Troop Beverly Hills), regia di Jeff Kanew (1989)
- Sola... in quella casa (I, Madman), regia di Tibor Takács (1989)
- L'ombra di mille soli (Fat Man and Little Boy-Shadow Makers), regia di Roland Joffé (1989)
- Prossima fermata: paradiso (Defending Your Life), regia di Albert Brooks (1991)
- Bolle di sapone (Soapdish), regia di Michael Hoffman (1991)
- Basic Instinct, regia di Paul Verhoeven (1992)
- La gatta e la volpe (Man Trouble), regia di Bob Rafelson (1992)
- L'olio di Lorenzo (Lorenzo's Oil), regia di George Miller (1992)
- Marito a sorpresa (Holy Matrimony), regia di Leonard Nimoy (1994)
- Ciao Julia, sono Kevin (Speechless), regia di Ron Underwood (1994)
- Il profumo del mosto selvatico (A Walk in the Clouds), regia di Alfonso Arau (1995)
- Infinity, regia di Matthew Broderick (1996)
- La seduzione del male (The Crucible), regia di Nicholas Hytner (1996)
- Traffic, regia di Steven Soderbergh (2001)
- Evolution, regia di Ivan Reitman (2001)
- Una settimana da Dio (Bruce Almighty), regia di Tom Shadyac (2003)
- Prima ti sposo, poi ti rovino (Intolerable Cruelty), regia dei fratelli Coen (2003)
- Grand Theft Parsons, regia di David Caffrey (2003)
- 30 anni in 1 secondo (13 Going on 30), regia di Gary Winick (2004)
- A Cinderella Story, regia di Mark Rosman (2004)
- The Island, regia di Michael Bay (2005)
- Detective a due ruote (Underclassman), regia di Marcos Siega (2005)
- The Alibi, regia di Matt Checkowski e Kurt Mattila (2006)
- Wristcutters - Una storia d'amore (Wristcutters: A Love Story), regia di Goran Dukić (2007)
- Perché te lo dice mamma (Because I Said So), regia di Michael Lehmann (2007)
- Nobel Son - Un colpo da Nobel (Nobel Son), regia di Randall Miller (2007)
- Io vi dichiaro marito e... marito (I Now Pronounce You Chuck and Larry), regia di Dennis Dugan (2007)
- Bottle Shock, regia di Randall Miller (2008)
- Drillbit Taylor - Bodyguard in saldo (Drillbit Taylor), regia di Steven Brill (2008)
- Bucky Larson: Born to Be a Star, regia di Tom Brady (2011)
- Insieme per forza (Blended), regia di Frank Coraci (2014)
- Proprio lui? (Why Him?), regia di John Hamburg (2016)
- Nina, regia di Cynthia Mort (2016)
- Sierra Burgess è una sfigata (Sierra Burgess Is a Loser), regia di Ian Samuels (2018)

#### Televisione
- Sentieri (Guiding Light) – serie TV, 2 episodi (1983)
- Gli amici di papà (Full House) – serie TV, 1 episodio (1987)
- Autostop per il cielo (Highway to Heaven) - serie TV, 2 episodi (1987-1989)
- La mamma è sempre la mamma (Mama's Family) – serie TV, 1 episodio (1988)
- Frank's Place - serie TV, 1 episodio (1988)
- Murphy Brown - serie TV, 1 episodio (1989)
- Peter Gunn - film TV (1989)
- In viaggio nel tempo (Quantum Leap) - serie TV, 1 episodio (1989)
- Caro John (Dear John) - serie TV, 1 episodio (1989)
- Una famiglia come tante (The Life Goes On) - serie TV, 1 episodio (1989)
- Giudice di notte (Night Court) - serie TV, 2 episodi (1989-1990)
- His & Hers - serie TV, 1 episodio (1990)
- ABC Afterschool Specials - serie TV, 1 episodio (1990)
- Casalingo Superpiù (Who's the Boss?) - serie TV, 1 episodio (1990)
- Il cane di papà (Empty Nest) - serie TV, 1 episodio (1990)
- L.A. Law - Avvocati a Los Angeles (L.A. Law) - serie TV, 1 episodio (1990)
- L'ispettore Tibbs (In the Heat of the Night) - serie TV, 1 episodio (1991)
- Balki e Larry - Due perfetti americani (Perfect Strangers) - serie TV, 1 episodio (1991)
- Corsie in allegria (Nurses) - serie TV, 1 episodio (1991)
- La signora in giallo (Murder, She Wrote) - serie TV, 1 episodio (1991)
- Perry Mason: Scandali di carta (Perry Mason: The Case of the Fatal Fashion), regia di Christian I. Nyby II - film TV (1991)
- Cuori al Golden Palace (The Golden Palace) - serie TV, 1 episodio (1992)
- Blossom - serie TV, 1 episodio (1993)
- Friends - serie TV, 1 episodio (1994)
- Le cinque signore Buchanan (The 5 Mrs. Buchanans) - serie TV, 1 episodio (1994)
- Lois & Clark - Le nuove avventure di Superman (Lois & Clark: the New Adventures of Superman) - serie TV, 1 episodio (1995)
- Una bionda per papà (Step by Step) - serie TV, 1 episodio (1995)
- Il diritto di non parlare (The Right to Remain Silent), regia di Hubert C. de la Bouillerie – film TV (1996)
- E.R. - Medici in prima linea (ER) – serie TV, 1 episodio (1996)
- Duckman - serie TV, 1 episodio (1996)
- Il mondo segreto di Alex Mack (The Secret World of Alex Mack) - serie TV, 1 episodio (1996)
- NYPD - New York Police Department (NYPD Blue) - serie TV, 1 episodio (1997)
- Total Security - serie TV, 1 episodio (1997)
- Susan - serie TV, 1 episodio (1997)
- Ask Harriet - serie TV, 1 episodio (1998)
- Una fortuna da cani (You Lucky Dog), regia di Paul Schneider – film TV (1998)
- Otto sotto un tetto (Family Matters) - serie TV, 1 episodio (1998)
- Tesoro, mi si sono ristretti i ragazzi (Honey, I Shrunk the Kids: The TV Show) - serie TV, 1 episodio (1999)
- A Natale tutto è possibile (A Season for Miracles), regia di Michael Pressman – film TV (1999)
- Will & Grace - serie TV, 4 episodi (2000-2017)
- Sex and the City - serie TV, episodio 4x08 (2001)
- Malcolm - serie TV, 1 episodio (2001)
- General Hospital - serie TV, 1 episodio (2002)
- Providence - serie TV, 1 episodio (2002)
- NCIS - Unità anticrimine (NCIS) - serie TV, 1 episodio (2004)
- Desperate Housewives - serie TV, 3 episodi (2004-2012)
- Nip/Tuck - serie TV, 1 episodio (2006)
- The Middleman - serie TV, 12 episodi (2008)
- United States of Tara - serie TV, 1 episodio (2009)
- The Mentalist - serie TV, 1 episodio (2009)
- Chuck - serie TV, 1 episodio (2010)
- Buona fortuna Charlie (Good Luck Charlie) - serie TV, 1 episodio (2010)
- NCIS: Los Angeles - serie TV, 1 episodio (2010)
- Hawaii Five-0 - serie TV, 1 episodio (2010)
- Bones - serie TV, 1 episodio (2012)
- 2 Broke Girls - serie TV, 1 episodio (2012)
- Scandal - serie TV, 1 episodio (2012)
- Up All Night - serie TV, 1 episodio (2012)
- 1600 Penn - serie TV, 4 episodi (2012-2013)
- Motive - serie TV, 1 episodio (2013)
- The Bridge - serie TV, 1 episodio (2013)
- Baby Daddy - serie TV, 1 episodio (2013)
- Grey's Anatomy - serie TV, 1 episodio (2013)
- Killing Kennedy - film TV (2013)
- Mamma in un istante (Instant Mom) - serie TV, 4 episodi (2013-2014)
- Dog with a Blog - serie TV, 1 episodio (2014)
- Partners - serie TV, 1 episodio (2014)
- Mistresses - Amanti (Mistresses) - serie TV, 1 episodio (2014)
- Non si gioca con morte (Finders Keepers), regia di Alexander Yellen – film TV (2014)
- Mom - serie TV, 8 episodi (2014-2019)
- Shameless - serie TV, 1 episodio (2016)
- Le regole del delitto perfetto (How to Get Away with Murder) - serie TV, 1 episodio (2016)
- Una mamma per amica - Di nuovo insieme (Gilmore Girls) – serie TV, 1 episodio (2016)
- American Housewife - serie TV, 1 episodio (2017)
- The Blacklist - serie TV, 1 episodio (2019)
- Life in Pieces - serie TV, 1 episodio (2019)

### Sceneggiatrice
- Sentieri (Guiding Light) - serie TV, 3 episodi (1985-1986)

## Doppiatrici italiane
Nelle versioni in italiano delle opere in cui ha recitato, Mary Pat Gleason è stata doppiata da:
- Cristina Dian in Hawaii Five-0, Grey's Anatomy
- Monica Pariante in Wristcutters - Una storia d'amore
- Valeria Perilli in NCIS: Los Angeles
- Rita Savagnone in The Mentalist
- Cristina Giolitti in Scandal
- Ludovica Modugno in Motive
- Chiara Salerno in Le regole del delitto perfetto
- Graziella Polesinanti in The Blacklist